# Alba Riquelme
Alba Lucía Riquelme Valenzuela (Asunción, 5 febbraio 1991) è una modella paraguaiana, vincitrice del concorso Miss Universo Paraguay 2011, che si è tenuto il 23 giugno 2011 ed è stato trasmesso in diretta da Telefutura.

## Biografia
La Riquelme, che è alta un metro e ottanta centimetri ha iniziato a lavorare come modella all'età di quattordici anni, ed aveva già rappresentato la propria nazione a vari concorsi di bellezza internazionali come Elite Model Look 2005, Miss Hawaiian Tropic 2008, CN Models International Search 2009 (dove è risultata vincitrice) e Miss Universo 2010.
In quanto vincitrice del titolo di bellezza nazionale, Alba Riquelme ha rappresentato il Paraguay in occasione di Miss Universo 2011, che si è tenuto a São Paulo, in Brasile, il 12 settembre 2011.